# ニコラ・デマレ
ニコラ・デマレ（Nicolas Desmarets, 1648年9月10日 - 1721年5月4日）は、フランス王国の官僚、政治家、貴族。後にメールボワ侯爵（Marquis De Maillebois）。ルイ14世の治世最晩年の財政総監（財務大臣に相当）。

## 生涯
1648年9月10日、パリで生まれる。ルイ14世の財政総監として重商主義政策を推進したことで名高いジャン＝バティスト・コルベールが母の兄弟に当たり、デマレもコルベールの引き立てで財務官僚として宮廷に仕えた。1683年にコルベールが死ぬと、コルベールの政敵であるル・テリエ家がコルベール一派による貨幣改鋳を追訴したが、デマレによる関与の証拠が提出されなかったため、解任されルイ14世の命令で領地に追放された程度だった。1686年3月にパリに戻ることを許可され、1687年にはフランスの危機的な財政状態に関する覚書を発表し、税制改革を提唱した。
デマレは1687年の覚書で経済学者としての名声を得て、1699年9月にミシェル・シャミヤールが財政総監に就任すると顧問の1人に任命され、1703年10月22日にDirecteur des financesに昇進した。昇進とともに実際上の財政総監になり、ルイ14世と長議論したりマントノン夫人の後援を受けたりした。
陸軍大臣を兼任していたシャミヤールが1708年に財政総監を辞任すると、デマレがその後任になったが、このときにはフランスの財政状態がさらに悪化していた。1708年の通常収入は81,977,007リーブルだったが、そのうち57,833,233リーブルはこの通常収入を当てにすでに支出されており、さらに200,251,447リーブルの支出が予想された。1709年にも飢饉があって税金収入が低下した。これに対し、デマレは徴税制度を改革し、紙幣を発行することで1709年と1710年を乗り越え、またデマレの名声によりフランスの財政的信用が回復した。デマレはさらに1割の所得税を導入しようとしたが、反対に遭い失敗した。最終的には1715年の財政赤字が約35,000万リーブルとなった。
1715年のルイ14世の死後、ルイ15世の摂政オルレアン公フィリップ2世により罷免され、領地に引退した。その後、摂政に施政に関する弁明書を提出して、財政総監として直面した難題を説明した。
1721年5月4日にパリで死去した。息子のジャン＝バティスト・デマレは軍人としてフランス宮廷に仕えた。

## 評価
『ブリタニカ百科事典第11版』はフランスのユトレヒト条約における「名誉ある講和」がデマレによる財政改革のおかげであるとし、ルイ14世の財政総監のうち、コルベール以降で最良の人物であると評した。ヴォルテールは、著書『ルイ14世の世紀』でデマレの人となりを熱意があり、努力家、頭脳明晰であると評し、オルレアン公に提出した施政に関する弁明書を閣僚が自分の施政報告の見本であると賞賛している。